# 브래들리 신든
브래들리 존 신든(영어: Bradly John Sinden, 1998년 9월 19일~)은 영국의 태권도 선수이다. 2019년 세계 태권도 선수권 대회에서 금메달을 획득하며 영국 남자 선수로는 처음으로 세계 태권도 선수권 대회에서 우승했다. 이후 2020년 하계 올림픽에서는 우즈베키스탄의 울루그베크 라시토프에게 패하여 은메달을 획득했다.